# Костинское (Вологодская область)
Костинское — деревня в Шекснинском районе Вологодской области.
Входит в состав сельского поселения Никольского, с точки зрения административно-территориального деления — в Никольский сельсовет.
Расстояние до районного центра Шексны по автодороге — 1 км, до центра муниципального образования Прогресса по прямой — 1,1 км. Ближайшие населённые пункты — Дриблево, Кренево, Братовец, Прогресс, Деменское.
По переписи 2002 года население — 123 человека (51 мужчина, 72 женщины). Преобладающая национальность — русские (99 %).
Уроженец деревни Костинское Алексей Михайлович Калинин (1928—2004) — советский военный деятель, адмирал (1983), командующий Черноморским флотом (1983—1985). В Шекснинском районе ежегодно проводится марафон памяти адмирала Калинина. В 2009 году в его имя присвоено школе № 1 посёлка Шексна.